# Howard Brookner
Pour les articles homonymes, voir Brookner.
Howard Brookner, né à New York le 30 avril 1954 et mort dans cette ville le 27 avril 1989, est un scénariste, réalisateur et producteur américain.

## Filmographie partielle

### Comme réalisateur
- 1983 : Arena (série télévisée)
- 1983 : Burroughs: The Movie
- 1987 : Robert Wilson and the Civil Wars
- 1989 : Il était une fois Broadway (Bloodhounds of Broadway)

## Postérité
Frédéric Mitterrand, qui l'avait fréquenté lors de la sortie en France de Burroughs: The Movie, l'évoque dans son livre autobiographique La Mauvaise Vie (Robert Laffont, 2005, pp. 205-228).
Son neveu, Aaron Brookner, lui consacre un film, Uncle Howard (2016).
En 1989, Madonna avait joué dans Il était une fois Broadway (Bloodhounds of Broadway) réalisé par Howard Brookner. En 2023-2024, elle lui rend hommage ainsi qu'à d'autres artistes morts du SIDA avec lesquels elle a travaillé. Un portrait géant de celui-ci apparaît derrière elle alors qu'elle interprète sa chanson Live to Tell lors de sa tournée mondiale The Celebration Tour.